# Comatulida
Коматулиды (зоол, лат. Comatulida) — отряд иглокожих класса морских лилий. У них рот обращён вверх, а стебель имеется лишь на стадии пентакрина. Обитают на коралловых рифах и морском дне в тропических и умеренных водах.

## Описание
На стадии личинки коматулиды двусторонне-симметричны, далее идёт радиально-симметричная стадия пентакрина со стебельком, позже стебелёк исчезает.
Туловище коматулид укороченное, с лучами-щупальцами и циррами. Внутри туловища у коматулид кишечник, сверху рот и анус. Снизу коматулид имеются цирры с коготками, чтобы ползать по морскому дну или закрепляться. Цирры членистые и очень подвижные. По бокам туловища расположены длинные членистые щупальца, они же лучи, обычно их пять или десять. Почти всегда щупальца коматулид раздвоены. С обеих сторон щупалец или лучей имеются боковые ответвления — пиннулы. Щупальца используются для ловли планктона, а особое генитальное оперение выполняет роль половых органов. У некоторых видов нет цирр, а укороченные нижние щупальца используются для закрепления. Обычно коматулиды бывают красными, оранжевыми, бурыми или зелёными.

## Классификация
Источник
- Подотряд Bourgueticrinina
  -     - Семейство Bathycrinidae
    - Семейство Bourgueticrinidae
    - Семейство Phrynocrinidae
    - Семейство Porphyrocrinidae
    - Семейство Septocrinidae
- Подотряд Comatulidina
  - Надсемейство Antedonacea
    - Семейство Antedonidae
      - Antedon (Antedon mediterranea)
      - Promachocrinus (Promachocrinus fragarius)

    - Семейство Pentametrocrinidae
    - Семейство Zenometridae

  - Надсемейство Atelecrinacea
    - Семейство Atelecrinidae

  - Надсемейство Comasteracea
    - Семейство Comasteridae

  - Надсемейство Comatulidina incertae sedis
    - Семейство Comatulidae (Comaster schlegelii)

  - Надсемейство Mariametracea
    - Семейство Colobometridae
    - Семейство Eudiocrinidae
    - Семейство Himerometridae
    - Семейство Mariametridae
    - Семейство Zygometridae

  - Надсемейство Notocrinacea
    - Семейство Aporometridae
    - Семейство Notocrinidae

  - Надсемейство Tropiometracea
    - Семейство Asterometridae
    - Семейство Calometridae
    - Семейство Charitometridae
    - Семейство Ptilometridae
    - Семейство Thalassometridae
    - Семейство Tropiometridae
- Подотряд Guillecrinina
  -     - Семейство Guillecrinidae